# Al-Ahrar al-Musawwara
Die arabischsprachige Zeitschrift al-Ahrar al-Musawwara (arabisch الأحرار المصورة, DMG al-Aḥrār al-Muṣawwara; deutsch: „Liberale Illustrierte“) ist nach eigenen Angaben eine literarische, kritische, humoristische und fiktionale Zeitschrift, die in Beirut zwischen 1926 und 1927 wöchentlich herausgegeben wurde. Sie fungiert als Zugabe zur Tageszeitung al-Ahrar, die von dem libanesischen Journalisten Gibran Tueni veröffentlicht wurde, der auch der Gründer der Zeitschrift an-Nahar war.
Die Erscheinungsjahre der Zeitschrift bilden wichtige und ereignisreiche Jahre in der Geschichte des Libanon, da zu dieser Zeit das Land unter französischem Mandat stand und in diverse Staaten unterteilt war. Al-Ahrar al-Musawwara verwendet Humor und Karikaturen, um den Libanon und seine politische Gemeinschaft während der französischen Mandatsperiode darzustellen.